# Herb Siemiatycz
Herb Siemiatycz – jeden z symboli miasta Siemiatycze w postaci herbu.

## Wygląd i symbolika
Herb przedstawia dwudzielną w słup tarczę herbową umieszczoną na koronowanym płaszczu heraldycznym. W polu prawym, błękitnym, przedstawia srebrną wilczą kosę ostrzem w dół, złączoną z połową srebrnej podkowy, nad ich barkiem półtora krzyża złotego. W polu lewym, czerwonym, umieszczono dwukrotnie przekrzyżowaną srebrną strzałę w słup, grotem ku górze.
Jest to złożenie dwóch herbów szlacheckich. Wilcza kosa złączona z połową podkowy i półtora krzyża to godło herbu Prus III rodu Jabłonowskich, właścicieli Siemiatycz w XVIII wieku. Dwakroć przekrzyżowana srebrna strzała to godło herbu szlacheckiego Lis. Herbem tym pieczętowali się Sapiehowie.
Płaszcz heraldyczny historycznie przysługiwał herbom królewskim i książęcym, jest oznaką dostojeństwa herbu.

## Historia
Wcześniejszy herb Siemiatycz przedstawiał godło herbu Prus III w czerwonej tarczy.